# إل. إس. ماثيوز
إل. إس. ماثيوز (بالإنجليزية: L. S. Matthews)‏ هي كاتِبة بريطانية، ولدت في 29 أغسطس 1964.

## وصلات خارجية
- الموقع الرسمي